# Rupununi
O Rupununi /rʌpəˈnʌni/ é uma região no sudoeste da Guiana, na fronteira com a Amazônia brasileira. O rio Rupununi, também conhecido pelos povos indígenas locais como Raponani, atravessa a região de Rupununi. O nome Rupununi se origina da palavra rapon na língua macuxi, que significa o pato assobiador de barriga preta encontrado ao longo do rio.

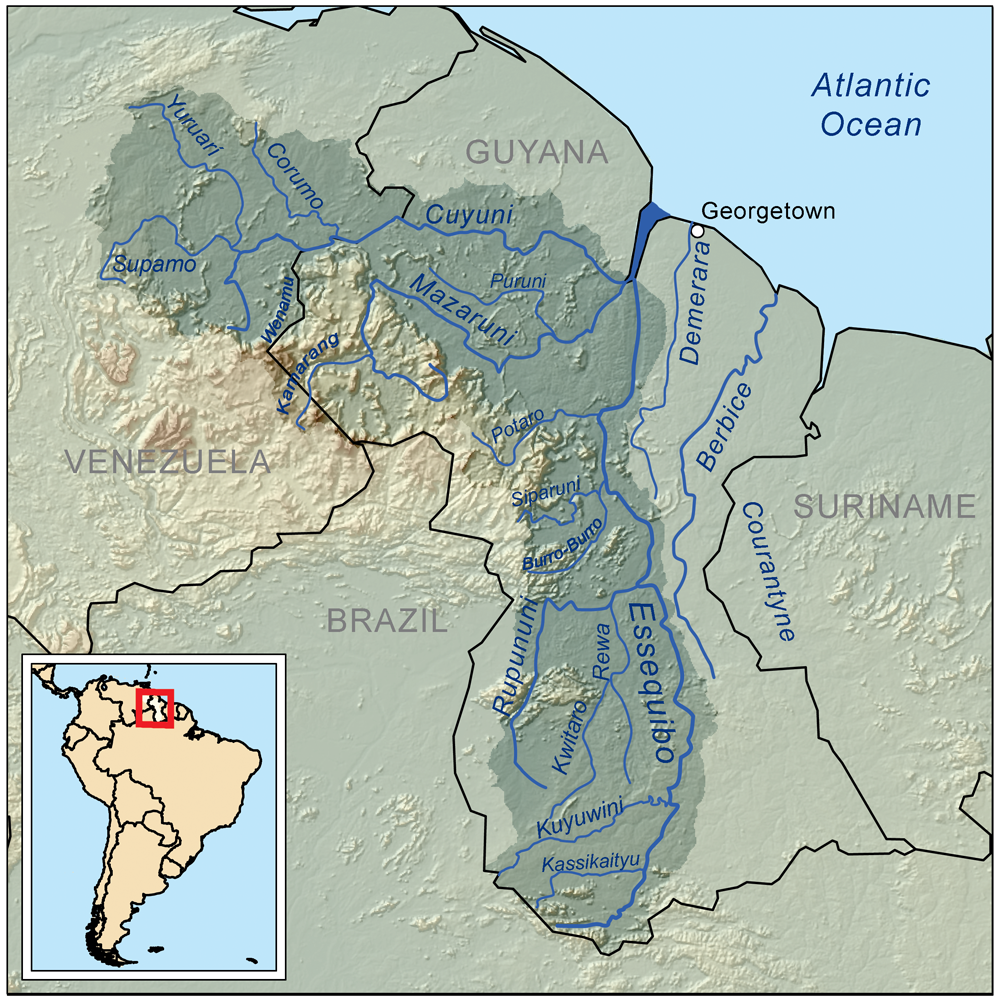
Um mapa dos rios, incluindo o Rupununi, que atravessam a Guiana

## Etimologia
Rupununi é um termo que vem do macuxi Apononi.  Ao longo da história teve várias grafias na literatura: Roponowini, Raponani, Rupononi, Runpunuwini, Rupunuwini, Ripununi e Ripenuwini.

## Geografia
O rio Rupununi é um dos principais afluentes do rio Essequibo e está localizado no sul da Guiana . O rio nasce nas Montanhas Kanuku, localizadas na região de Alto-Tacutu. O rio Rupununi flui perto da fronteira Guiana-Brasil e, eventualmente, desemboca no rio Essequibo. Ao longo da estação das cheias, o rio compartilha uma bacia hidrográfica com a Amazônia. Durante a estação chuvosa é conectado ao rio tacutu pelo inundado riacho Pirara, drenando os vastos pântanos do Parima ou Lago Amaku. A região ao redor do rio Rupununi é composta principalmente por savanas, áreas úmidas, florestas e serras baixas. A área da Região 9 é de 57.750 quilômetros quadrados e possui mais de 80 comunidades. A maioria das pessoas vive na área da savana Rupununi, enquanto as áreas cobertas pela selva são povoadas apenas perto dos principais rios.

## Geologia
A geologia desta área é dividida em quatro zonas principais. Mais ao sul estão áreas de meta-sedimentos Rhyacian, meta-vulcânicos (Grupo Kwitaro) e granitos associados, todos intrudidos por rochas Orosirianas do Complexo Granítico do Sul da Guiana. As Montanhas Kanuku consistem em gnaises de alto grau em um cinturão NE-SW. O Takutu Graben é uma bacia delimitada por falhas NE-SW inicialmente preenchida por lava basáltica, depois por sedimentos mesozoicos, incluindo a Formação Takutu . Ao norte do Graben Takutu, arenitos estatherianos quase planos e conglomerados do Grupo Roraima sedimentam sobre a Formação Iwokrama vulcânicos félsicos e granitos Orosirianos associados. Relíquias de zircões de Hadean (xenocristais) na Formação Iwokrama sugerem que a crosta mais antiga deve ocorrer em profundidade.

## Vida animal
As áreas dentro e ao redor do rio Rupununi abrigam uma grande diversidade de ecossistemas terrestres e aquáticos que abrigam muitas espécies extirpadas de outras áreas da América do Sul. As ecorregiões de água doce do Rupununi são áreas de excepcional riqueza de espécies, comparável à da Amazônia. " O Rupununi do Norte tem mais de 1.400 espécies de vertebrados, mais de 2.800 espécies de plantas e inúmeras espécies de invertebrados" (Rupununi, Redescobrindo um Mundo Perdido ).

### Aves

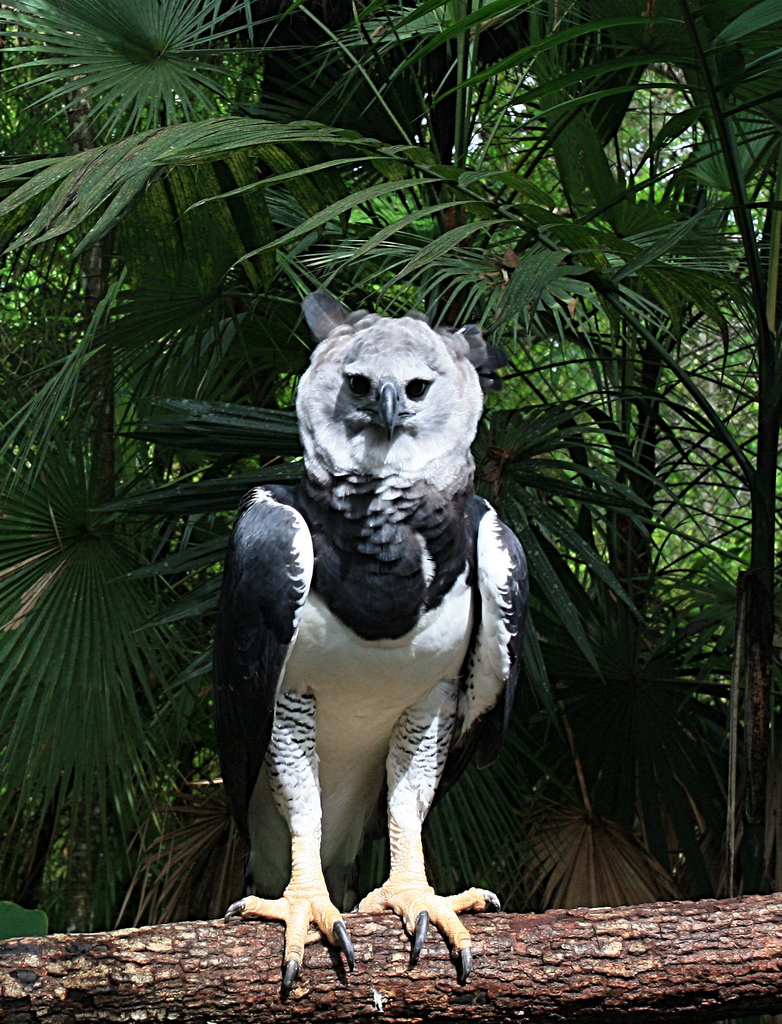
Harpia adulta

A vegetação e a vida arbórea imperturbável ao longo do rio Rupununi são um refúgio para espécies raras de pássaros. Um estudo de biodiversidade realizado pela BAT (Equipe de Avaliação da Biodiversidade de Rupununi Sul), descobriu um total de 306 espécies de aves que vivem ao longo do rio.. O Siskin vermelho criticamente ameaçado ( Carduelis cucullata ), foi uma das muitas espécies de aves que foram redescobertas no rio Rupununi. Outra pesquisa aviária do rio Rupununi do Norte, conduzida por David C. Morimoto, Gajendra Nauth Narine, Michael D. Schindlinger e Asaph Wilson (DCM, MDS), mostrou que "4243 indivíduos, 292 espécies e 58 famílias" de aves habitavam o rio Rupununi Norte. Outras espécies raras de aves encontradas no levantamento foram o Doradito -de-crista (Pseudocolopteryx sclateri) e o Periquito-do-sol (Aratinga solstitialis). A famosa Harpia também habita o Rupununi e é o maior predador aéreo da América do Sul.
As espécies notáveis incluem:
- harpia Harpyja ( Harpia harpyja )
- Peixinho vermelho ( Carduelis cucullata )
- Socó-boi [7] ( Tigrisoma lineatum )
- Jaçanã [7] ( Jacana jacana )

### Répteis

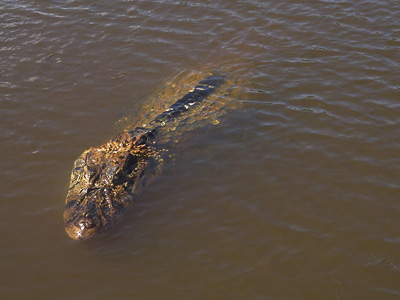
Um jacaré-negro nadando.

Os répteis prosperam no rio Rupununi, atacando pequenos peixes e crustáceos. Em outro estudo realizado pela BAT (Equipe de Avaliação da Biodiversidade de Rupununi do Sul), descobriu-se que 34 espécies diferentes. de répteis viviam ao longo do rio. O jacaré-preto é o maior predador do Rupununi, medindo até 5 metros de comprimento, porém tornou-se ameaçado de extinção devido à caça por suas peles de barriga ao longo das décadas de 1930 a 1970.
As espécies notáveis incluem:
- Jacaré-açu [5] (Melanosuchus niger)
- Boa de esmeralda [5] (Corallus caninus)
- Anaconda verde [5] (Eunectes murinus)
- Jabuti-piranga [5] (Chelonoidis carbonaria)
- Cascavel neotropical [5] (Crotalus durissus)
- Tartaruga gigante do rio (Podocnemis expansa)

### Grandes mamíferos

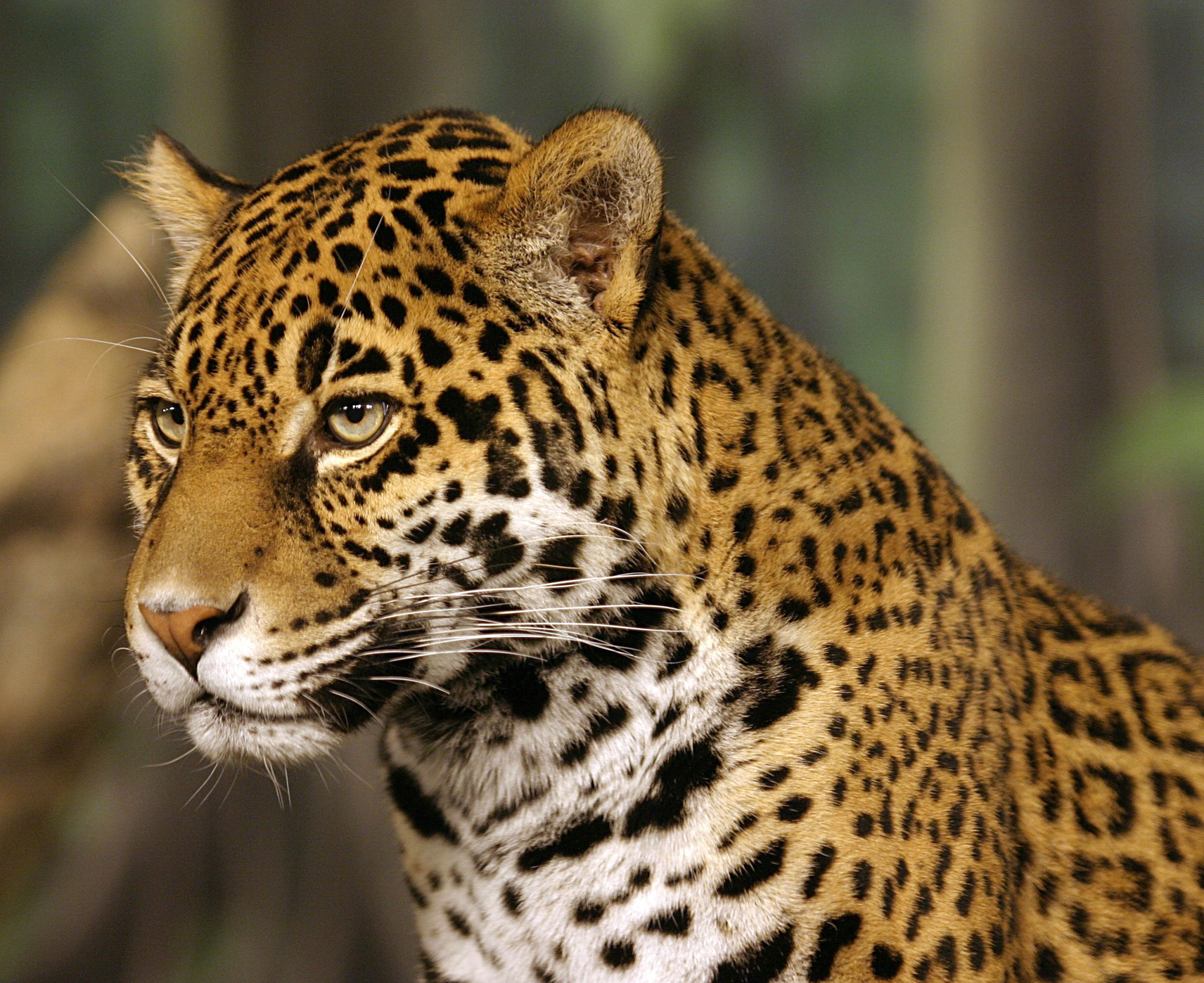
A indescritível onça pintada

O Rupununi abriga populações relativamente saudáveis de mamíferos gigantes da América do Sul, incluindo os maiores predadores terrestres felinos, a onça-pintada (Panthera onca) e o puma (Puma concolor). Tanto a onça -pintada quanto a onça- parda são gatos extremamente esquivos, aptos a caçar qualquer coisa, desde tartarugas até cães domesticados. No entanto, eles são vistos como ameaças ao gado e são caçados, o que acabou resultando em um declínio em seus números populacionais. Outro grande mamífero que vive no Rupununi é a ariranha (Pteronura brasiliensis), que é a maior lontra do mundo. Várias espécies de primatas e herbívoros e insetívoros terrestres menores, como a anta (Tapirus), também vivem e se alimentam ao longo do rio Rupununi.
As espécies notáveis incluem:
- Onça-pintada (Panthera onca)
- Suçuarana (Puma concolor)
- Ariranha (Pteronura brasiliensis)
- Macacos bugios (Alouatta)
- Capivara (Hydrochoerus hydrochaeris)
- Tamanduá-bandeira (Myrmecophaga tridactyla)

### Vida aquática

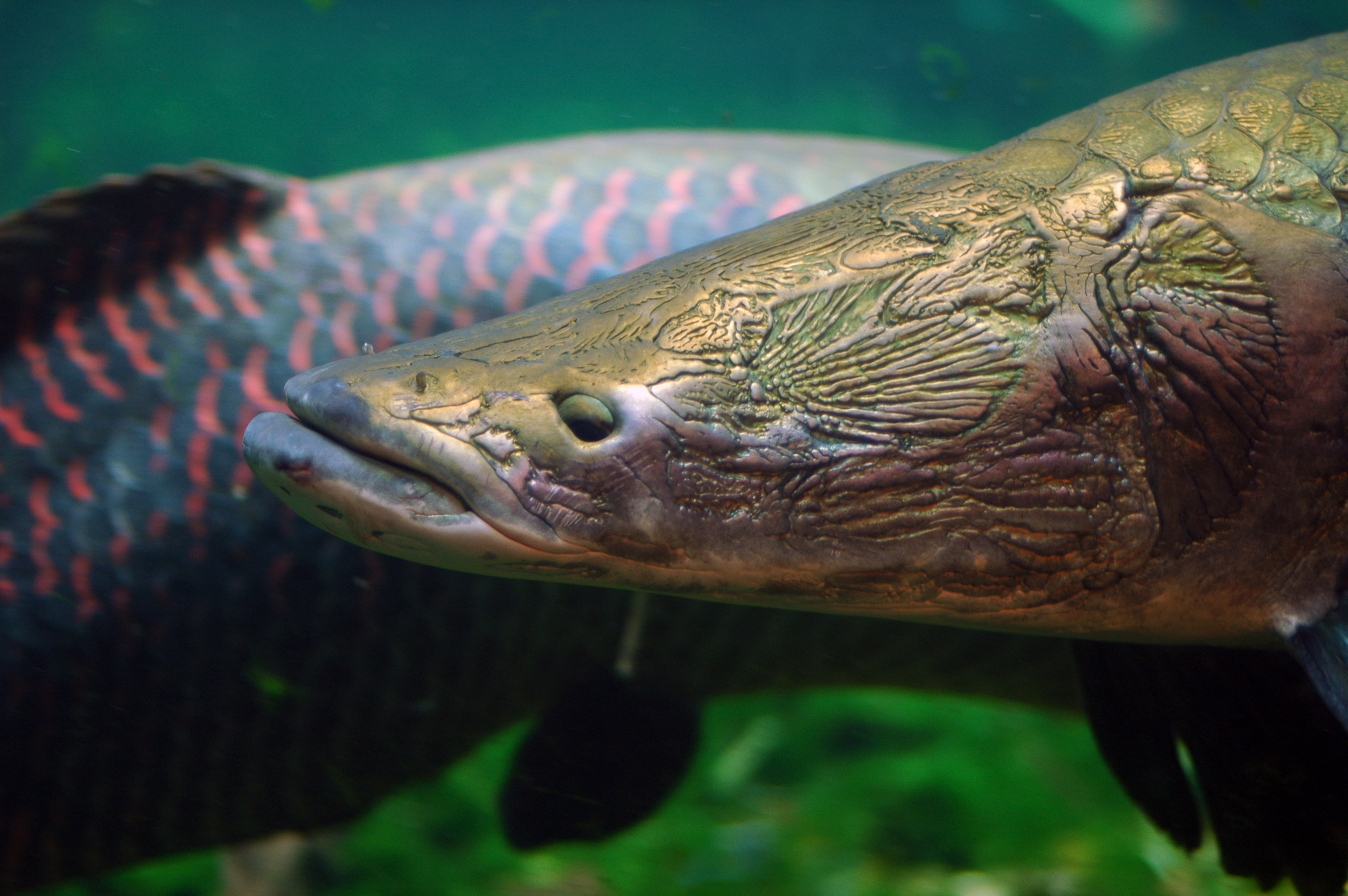
Arapaima de perto

O Rupununi possui um dos ecossistemas aquáticos mais diversos do planeta. Um total de 410 espécies de peixes habitam o Rupununi, superando a Guiana Francesa (298 espécies) e Suriname (309 espécies).
As espécies notáveis incluem:
- Arapaima (Arapaima)
- Lau-Lau (B. filamentosum)
- Piranha de barriga vermelha (Pygocentrus nattereri)
- Lukanani, Butterfly Peacock Bass (Cichla ocellaris)
- Peixe-gato de cauda vermelha (Phractocephalus hemioliopterus)

## História

### Civilização pré-colonial

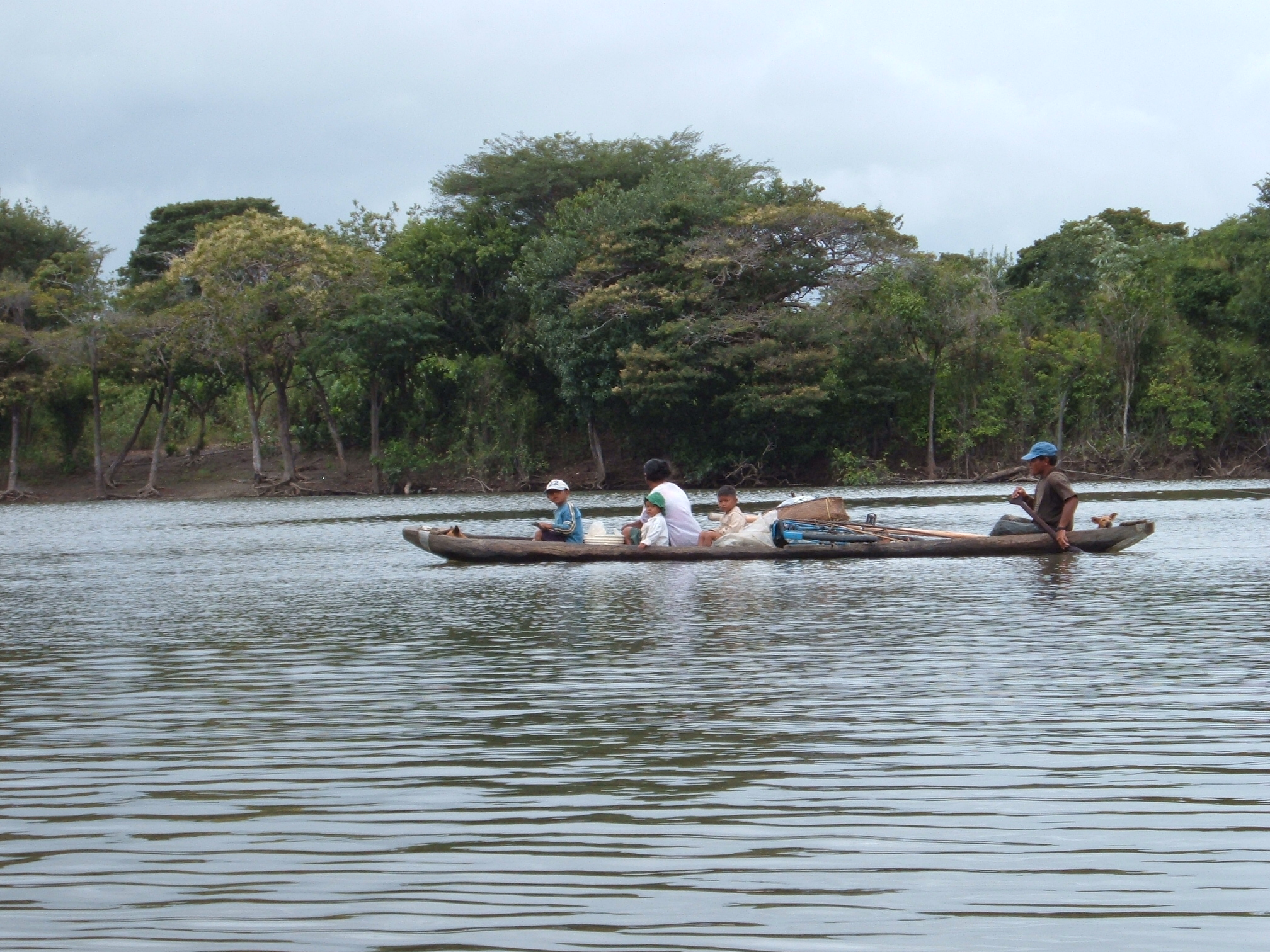
Uma família ameríndia viajando no rio Rupununi

Os povos indígenas fazem parte da paisagem Rupununi há milênios. Antropólogos descobriram petróglifos paleo-índios, datados de vários milhares de anos ao longo do curso do rio Rupununi. Antes da colonização da Guiana e da região de Rupununi, os ameríndios macuxi, uaiuais e uapixana habitavam a área. Os macuxis migraram do que hoje é conhecido como Brasil e Venezuela modernos, para as áreas ao norte do rio Rupununi, há mais de quatrocentos anos. Os ameríndios macuxi continuam a viver nas savanas do Rio Branco e no norte de Rupununi, sobrevivendo da abundância de peixes, vida selvagem e recursos florestais da região.

### Era da exploração
Sir Walter Raleigh afirmou que o Rupununi era onde o famoso El Dorado estava situado, no entanto, ele nunca explorou o rio. Outros exploradores iniciais, como Charles Waterton e Robert Schomburgk, tentaram localizar El Dorado e conseguiram visitar com sucesso a suposta localização do mito sul-americano, que na verdade faz parte do norte de Rupununi. No entanto, eles nunca encontraram El Dorado .

### Questão do Pirara
O território que compreende o Rupunnuni originalmente pertencia ao Brasil, mas devido a uma questão arbitrária entre Brasil e Reino Unido, o território passou para Guiana, esse processo é conhecido como questão do Pirara.

### Desenvolvimento do século 20
A Guiana é um país em desenvolvimento que carece de crescimento econômico, ambiental e de investimento sustentável. Explorar os recursos do Rupununi por meio da agricultura corporativa, mineração e extração de petróleo são caminhos potenciais que a Guiana poderia empreender. As estradas existentes, como a que liga o Rupununi ao estado de Roraima, estão sendo reformadas para chegar até Georgetown . Também foi construída uma ponte na fronteira Guiana-Brasil, que liga Lethem (Guiana) a Bonfim (Brasil). Essa infraestrutura facilitará o transporte de mercadorias em toda a área, mas representa uma ameaça ao frágil ecossistema do Rupununi.
A fim de proteger formalmente o ecossistema do Rupununi, ONGs e o governo da Guiana se uniram para tentar fazer cumprir a legislação para proibir qualquer atividade humana perjudicial contra o meio ambiente e a vida selvagem no Rupununi.

#### Ecoturismo e turismo de aventura
O ecoturismo no Rupununi é uma parte importante da economia da Guiana, especialmente para o povo ameríndio local. Existem muitas fazendas e pousadas, como a Fazenda Karanambu, uma área protegida para ariranhas e outras espécies ameaçadas de extinção no Rupununi, iniciada por Tiny McTurk (1927), que geram receita de turistas que visitam o Rupununi. Perto de Karanambu está o ecolodge Caiman House, um empreendimento social que gera receita para uma biblioteca pública, elevando a taxa de aprovação no ensino médio de quase zero em 2005 para 86% em 2019.
A Conservation International hospeda um site no Rupununi que inclui detalhes de acomodações de ecoturismo. Alguns turistas viajam por terra de Georgetown a Lethem através do Rupununi e para o Brasil, mas a viagem é muito lenta na estação chuvosa, quando as estradas de terra se degradam, e pode ser impossível. Rock View Lodge e The Pakaraima Mountain Inn estão ambos perto de Annai 3-5 horas de Lethem. O Rupununi / Lethem Rodeo é uma atração turística na Páscoa (durante a estação seca).